# ル・ポアゾン 愛の媚薬
『ル・ポァゾン 愛の媚薬』（ル・ポァゾン あいのびやく）は、宝塚歌劇団によって上演されたレビュー作品。作・演出は岡田敬二。
1990年8月9日から9月18日まで宝塚大劇場、同年12月2日から26日まで東京宝塚劇場で月組で初演された。このときの併演作品は『川霧の橋』。

## 概要
ロマンチック・レビューシリーズ第5弾にあたるこのレビューは、古今東西の愛の説話をテーマにした作品で、月組トップスターであった剣幸とこだま愛がこの公演で退団した。題名の『ル・ポァゾン（Le Poison）』はフランス語で「毒」の意味である。なお、この作品はNHK宝塚歌劇特集、および雑誌『歌劇』のなかでともに1位に選ばれ、場面中の「愛の誘惑」で涼風真世が最初に登場する場面が2003年の『テンプテーション! - 誘惑 -』の最初の場面として再現された。後半の「愛の復活」の場面では、イギリスのロックバンド、クイーンの曲（We Will Rock You/We Are the Champions/Don't Stop Me Now）が使用されている。
1990年初演の形式名は「ミュージカル・レビュー」、24場。
2011年2月1日（火）-2月24日（木）、中日劇場公演にて『ル・ポァゾン 愛の媚薬Ⅱ』として、場面を一部、1991年に上演された『ナルシス・ノアール』（星組）から「月とパリス」、「アンダルシアの孤独」（場面名は「愛の葛藤」に変更されている）に差し替え星組で、2011年10月15日（土）-11月13日（日）、花組全国ツアーにて、『ル・ポァゾン 愛の媚薬Ⅱ』が再演された。併演は『小さな花がひらいた』。
2021年6月1日-6月15日、雪組全国ツアー公演にて、『ル・ポァゾン 愛の媚薬 -Again-』で再演。併演は『ヴェネチアの紋章』。

## 2011年・花組の公演場所
- 10月15日（土）・16日（日）　市川市文化会館（千葉県）
- 10月18日（火）　府中の森芸術劇場（東京都）
- 10月20日（木）　前橋市民文化会館（群馬県）
- 10月22日（土）・23日（日）　梅田芸術劇場・メインホール（大阪府）
- 10月25日（火）・26日（水）　アクトシティ浜松（静岡県）
- 10月27日（木）　幸田町民会館・さくらホール（愛知県）
- 10月29日（土）　まつもと市民・芸術館（長野県）
- 10月30日（日）　ホクト文化ホール(長野県県民文化会館)
- 11月1日（火）　コラニー文化ホール(山梨県立県民文化ホール)
- 11月3日（木）　グリーンホール相模大野（神奈川県）
- 11月6日（日）　大館市民文化会館（秋田県）
- 11月8日（火）　青森市文化会館
- 11月10日（木）　北上さくらホール（岩手県）
- 11月12日（土）・13日（日）　ニトリ文化ホール(旧・北海道厚生年金会館)（北海道札幌市）

## 場面（1990年月組宝塚大劇場公演）
序章
- 音楽：吉崎憲治
- 振付：羽山紀代美

中世の仮面劇のような衣装の紳士がアルルカンを伴って現れ「ル・ポァゾン 愛の媚薬」について歌う。
- プロローグの紳士 - 涼風真世
- アルルカン - 汝鳥伶

第一章　愛の媚薬（プロローグ）
- 音楽：吉崎憲治
- 振付：羽山紀代美

巨大な黒豹、黒孔雀のセットで黒の舞踏会が開かれている。媚薬が入っている明るいクリスタルの瓶からポァゾンの紳士・淑女が出てくる。
- ル・ポァゾンの紳士S - 若央りさ、久世星佳、天海祐希
- ル・ポァゾンの淑女S - 朝凪鈴、紫とも、麻乃佳世
- ル・ポァゾンの歌手男1 - 剣幸
- ル・ポァゾンの歌手男2 - 涼風真世
- ル・ポァゾンの歌手女 - こだま愛

第二章　愛の戯れ（トリスタンとイゾルデ）
- 音楽：高橋城
- 振付：尚すみれ

蒼い月の輝く夜。トリスタンと亜麻色の髪の乙女のイゾルデが愛のキューピットの悪戯で媚薬を飲まされ、翻弄されるが、アルルカンの助けで真の愛を取り戻す。
- トリスタン - 剣幸
- イゾルデ - こだま愛
- アルルカン - 汝鳥伶
- キューピット - 真山葉瑠、高千穂舞
- ロンドを踊る美女S - 朝凪鈴、紫とも、若菜あん

第三章　愛の誘惑（アダムとエデン）
- 音楽：吉崎憲治
- 振付：喜多弘

幻想のエデンの園から禁断の木の実の林檎を受け取った現代のアダムは、ジゴロになって愛の誘惑の中で歌い踊る。
- パラダイスの歌手、歌う男 - 涼風真世
- アダム - 剣幸
- イヴS - こだま愛
- 歌うイヴ - 朝凪鈴
- イヴA - 紫とも、麻乃佳世
- 歌う女S - 若央りさ
- 恋人 - 京三紗
- 歌うヤング男 - 天海祐希
- 歌うヤング女 - 夏妃真美、蘭玲花、朝吹南、麻乃佳世

第四章　愛の復活
- 音楽：甲斐正人
- 振付：謝珠栄

友人を事故で失い、失意のドン底にいる米空軍士官のアーネストは酒に溺れ、仲間たちにも馬鹿にされる。それをみたナンシーは一生懸命彼を励ます。彼は彼女の声援で力を取り戻し、大空のエースを目指す。
- アーネスト - 剣幸
- ナンシー - こだま愛
- レディ・オフィサー - 紫とも、麻乃佳世

第五章　愛のロマンス
- 音楽：高橋城
- 振付：羽山紀代美

一人の青年が美しい音楽こそ"媚薬"だと歌い、次々と曲が歌われる。
- 踊るロマンスの男 - 剣幸
- ロマンスの歌手男 - 涼風真世
- ロマンスの歌手女 - 朝凪鈴
- ノクターンの男 - 天海祐希
- ノクターンの女 - 麻乃佳世

第六章　終章　フィナーレ
- 音楽：吉崎憲治
- 振付：尚すみれ

三組の男女が「ジュテーム」を歌う。媚薬の瓶からあふれたロケットダンサー。「明日に夢を描いて行こう」という歌に続いて、パレードとなる。
- フィナーレの歌手 - 愛川麻貴、若央りさ、久世星佳
- フィナーレの歌手女 - 紫とも、朝吹南、麻乃佳世
- トゥモローの歌手、フィナーレの男S - 剣幸
- トゥモローの女、フィナーレの女S - こだま愛
- フィナーレの男S - 涼風真世

## 出演

### 1990年初演（配役も含む）
- トリスタン、アダム、空軍士官、踊る男 - 剣幸
- イゾルデ、イブS、ナンシー、踊る女 - こだま愛
- プロローグの紳士、歌手 - 涼風真世

- アルルカン - 汝鳥伶
- 恋人 - 京三紗
- 踊る男 - 葵美哉
- 踊る男、歌手 - 愛川麻貴
- 淑女S、美女、歌手 - 朝凪鈴
- 紳士S、踊る女S、歌手 - 若央りさ
- 紳士S、踊る男、歌手 - 久世星佳
- 淑女S、イブA、美女、歌手 - 紫とも
- キューピット - 真山葉瑠・高千穂舞
- 紳士S、歌う若者、踊る男 - 天海祐希
- 歌手 - 朝吹南
- 淑女S、イブA、歌手、踊る女 - 麻乃佳世

以上出典はこちら。
東京宝塚劇場公演のみ
- 第2場：ル・ポァゾンの女、第6-8場：ロンドを語る美女S、第10・11場：イヴA、第22場：フィナーレの歌手女[11] - 羽根知里

他、宝塚歌劇団月組生徒。

### 2011年再演（星組）
- 柚希礼音
- 夢咲ねね

- 凰稀かなめ
- 夢乃聖夏

- 未沙のえる（専科）

他、宝塚歌劇団星組生徒。

### 2011年再演（花組）
- 蘭寿とむ
- 蘭乃はな

- 華形ひかる
- 望海風斗

他、宝塚歌劇団花組生徒。

### 2021年再演（雪組）
- 彩風咲奈
- 朝月希和

- 綾凰華
- 諏訪さき

他、宝塚歌劇団雪組生徒。

## スタッフ
- 作・演出：岡田敬二
- 制作・著作：宝塚歌劇団

### 1990年初演
- 作曲：吉崎憲治、高橋城、甲斐正人
- 編曲：吉崎憲治、高橋城、甲斐正人、橋本和明
- 音楽指揮：橋本和明（宝塚）井沢一郎[2]（東京）
- 振付：喜多弘、羽山紀代美、尚すみれ、謝珠栄
- 装置：大橋泰弘
- 衣装：任田幾英
- 照明：今井直次
- 小道具：万波一重
- 効果：中屋民生
- 音響監督：松永浩志
- 演出助手：中村暁、中村一徳
- 舞台進行：赤坂英雄
- 制作：飯島健

以上、出典はこちら（音楽指揮の東京を除く）。
東京宝塚劇場公演のみ
- 製作担当：長谷山太刀夫